# Davin Herbrüggen
Davin Herbrüggen (* 25. August 1998 in Oberhausen) ist ein deutscher Pop- und Schlagersänger. Er war 2019 Gewinner der 16. Staffel der Castingshow Deutschland sucht den Superstar.

## Leben
Herbrüggen schloss die Realschule mit der Mittleren Reife ab und begann nach einem Praktikum eine Ausbildung als Altenpfleger. Ab Sommer 2018 nahm er an der Castingshow Deutschland sucht den Superstar teil. Am 27. April 2019 gewann er das Finale der Staffel. Herbrüggen erhielt einen Plattenvertrag bei Universal Music und ein Preisgeld von 100.000 Euro. Im Musikvideo zu seiner Siegersingle The River spielt die ehemalige Germany’s Next Topmodel-Kandidatin Gerda Lewis die weibliche Hauptrolle. Mit Platz 34 in den deutschen Singlecharts erzielte Herbrüggen die schlechteste Chartplatzierung eines „DSDS“-Siegerliedes. Im September 2019 erschien seine zweite, erstmals deutschsprachige Single O Wie Du. Zudem trat er im Vorprogramm der Lochis bei ihrer Abschiedstournee auf. Im Dezember 2019 trat Herbrüggen in Oberhausen im Vorprogramm von Xavier Naidoo auf. 2021 unterschrieb Herbrüggen den ersten eigenen Plattenvertrag bei Telamo. Am 1. April 2022 veröffentlichte er sein erstes Album Aus meiner Seele mit 13 Songs, darunter auch eine deutsche Version von Midnight Lady.
Im Juli 2022 outete er sich als homosexuell.

## Diskografie
Singles

| Jahr | Titel Album              | Höchstplatzierung, Gesamtwochen, AuszeichnungChartplatzierungen (Jahr, Titel, Album, Platzierungen, Wochen, Auszeichnungen, Anmerkungen) | Höchstplatzierung, Gesamtwochen, AuszeichnungChartplatzierungen (Jahr, Titel, Album, Platzierungen, Wochen, Auszeichnungen, Anmerkungen) | Höchstplatzierung, Gesamtwochen, AuszeichnungChartplatzierungen (Jahr, Titel, Album, Platzierungen, Wochen, Auszeichnungen, Anmerkungen) | Anmerkungen                                              |
| Jahr | Titel Album              | DE | AT | CH | Anmerkungen                                              |
| ---- | ------------------------ | --- | --- | --- | -------------------------------------------------------- |
| 2019 | The River –              | DE34 (1 Wo.)DE | AT48 (1 Wo.)AT | CH25 (1 Wo.)CH | Erstveröffentlichung: 27. April 2019                     |
| 2019 | O Wie Du –               | — | — | — | Erstveröffentlichung: 11. September 2019                 |
| 2019 | Wenn der Vorhang fällt – | — | — | — | Erstveröffentlichung: 13. Dezember 2019                  |
| 2022 | Wenn der Tag beginnt –   | — | — | — | Erstveröffentlichung: 14. Oktober 2022 mit Prince Damien |